# Børøya (Bjørnafjorden)
Ne doit pas être confondu avec Børøya.
Børøya est une île dans le landskap Sunnhordland du comté de Vestland. Elle appartient administrativement à Bjørnafjorden.

## Géographie
Rocheuse et couverte d'arbres, elle s'étend sur environ 1,702 km de longueur pour une largeur approximative de 433 m.